# Stadttempel
Stadttempel (tłum. synagoga miejska) – synagoga znajdująca się w Wiedniu, stolicy Austrii, w dzielnicy Innere Stadt, przy Seitenstettengasse 4. Jest główną synagogą wiedeńskiej gminy żydowskiej.
Synagoga została zbudowana w latach 1825–1826 przez wiedeńskiego architekta Josepha Kornhäusela w stylu neoklasycystycznym, pomiędzy zabytkowymi kamienicami. Jako jedyna spośród 93 wiedeńskich synagog nie została zniszczona podczas nocy kryształowej z 9 na 10 listopada 1938 roku. Powodem tego była obawa rozprzestrzenienia się ognia na sąsiednie kamienice, ponieważ budynek synagogi stoi w zwartej zabudowie. Jej wyposażenie wnętrza uległo jednak dewastacji oraz rozproszeniu. Po zakończeniu II wojny światowej została wyremontowana i ponownie dostosowana do potrzeb kultu religijnego. W 1963 roku przeszła renowację według projektu Otto Niedermosera.
24 kwietnia 1979 roku palestyńscy terroryści z Al-Fatah zdetonowali bombę podłożoną w synagodze. Nikt nie zginął. Do kolejnego ataku doszło 29 sierpnia 1981 roku, kiedy to trzej palestyńscy terroryści wdarli się do synagogi i otworzyli ogień z broni maszynowej do modlących się w niej Żydów. Zginęło dwoje Żydów, a siedemnaścioro zostało rannych. Rannych zostało także troje policjantów, którzy aresztowali dwóch napastników.

## Galeria

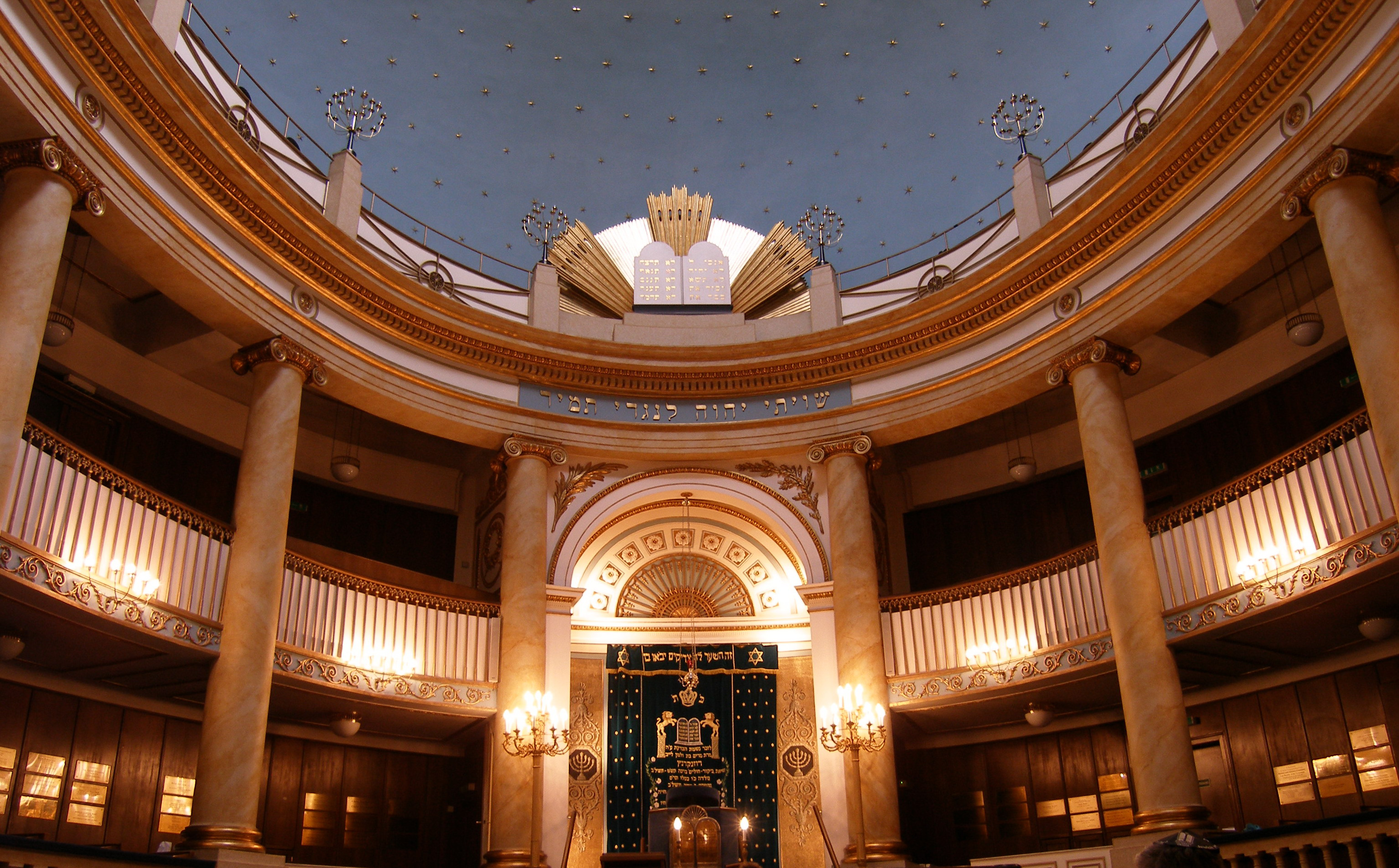
Wnętrze synagogi
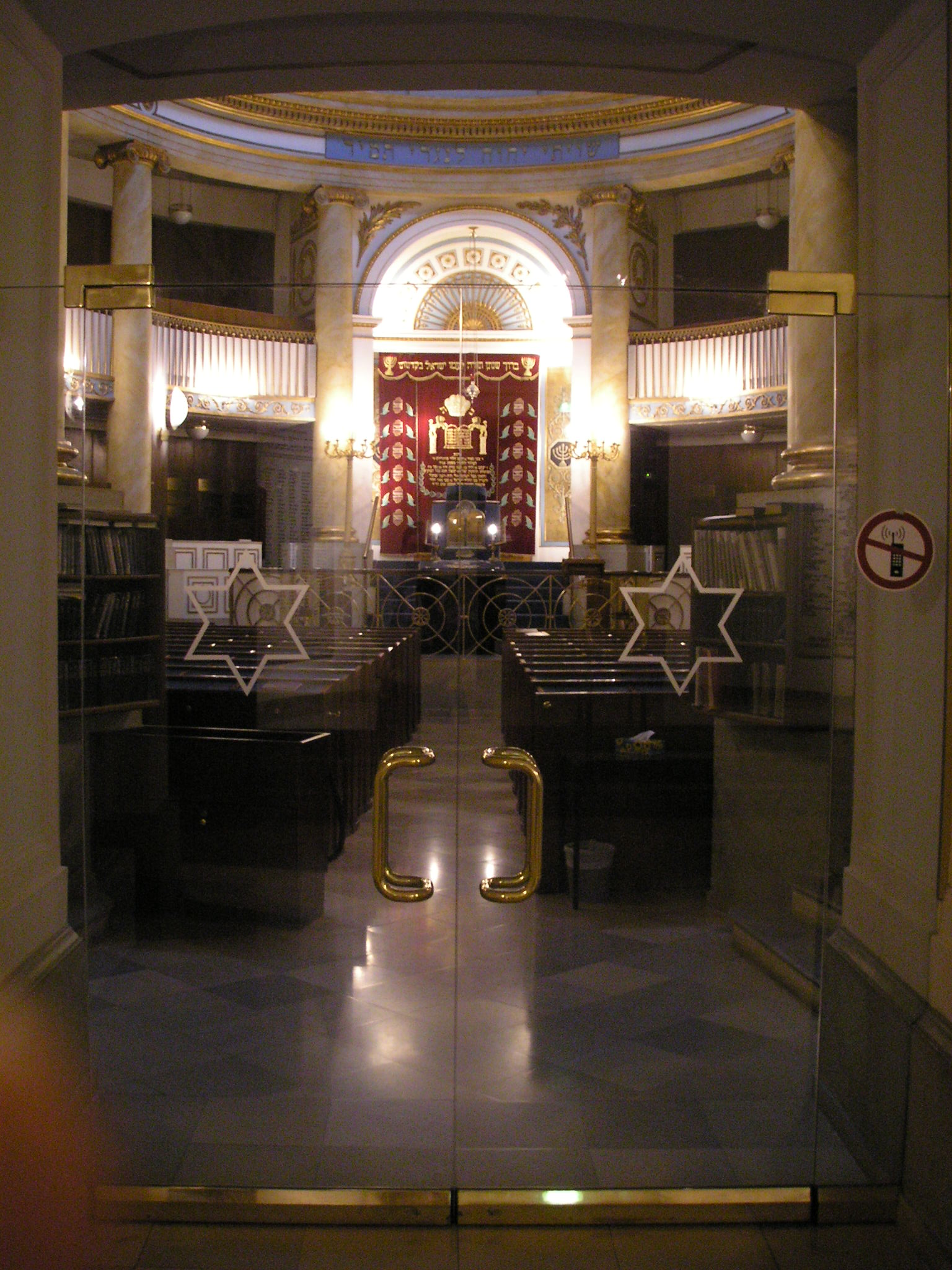
Wnętrze synagogi
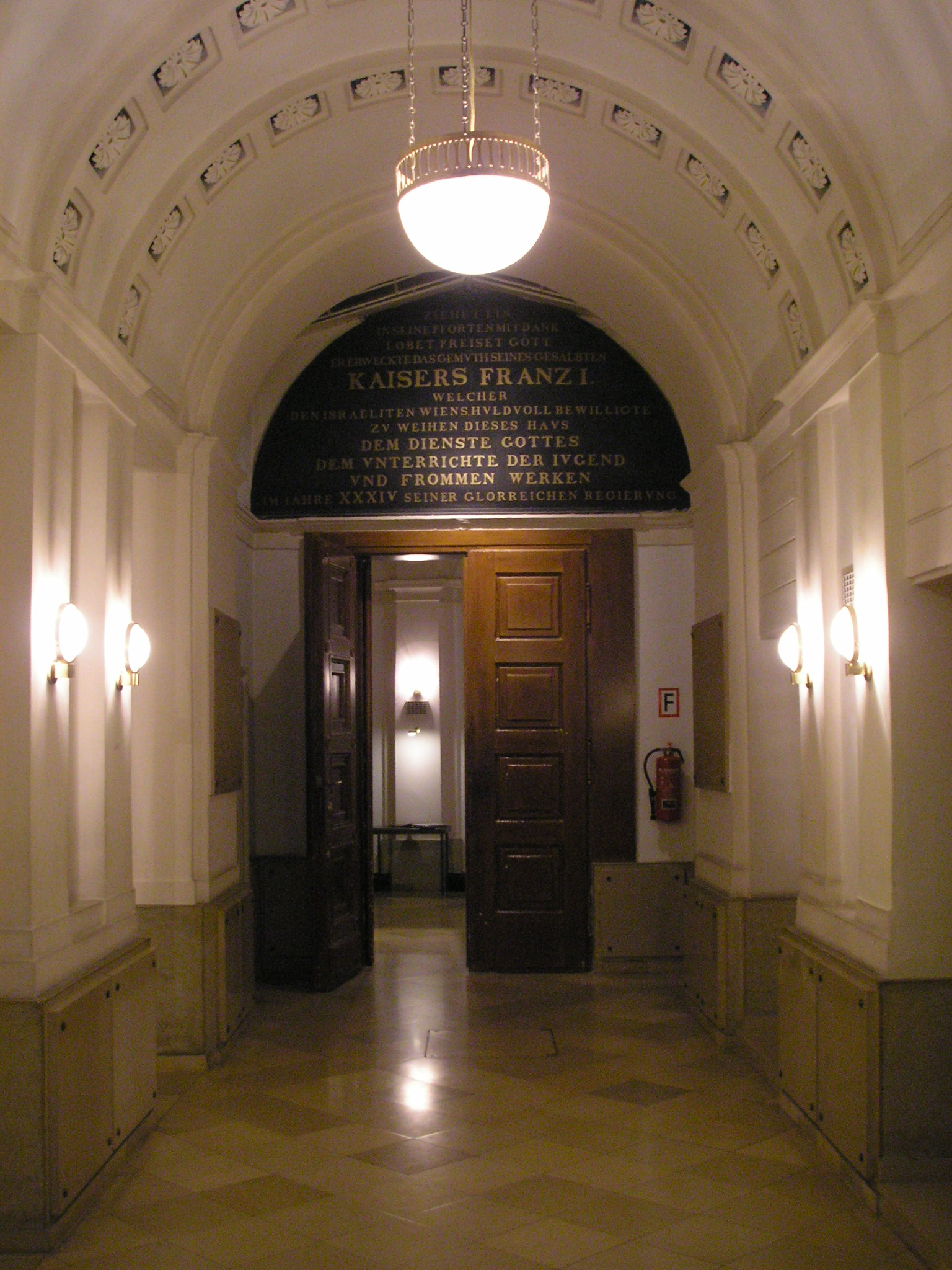
Wnętrze synagogi
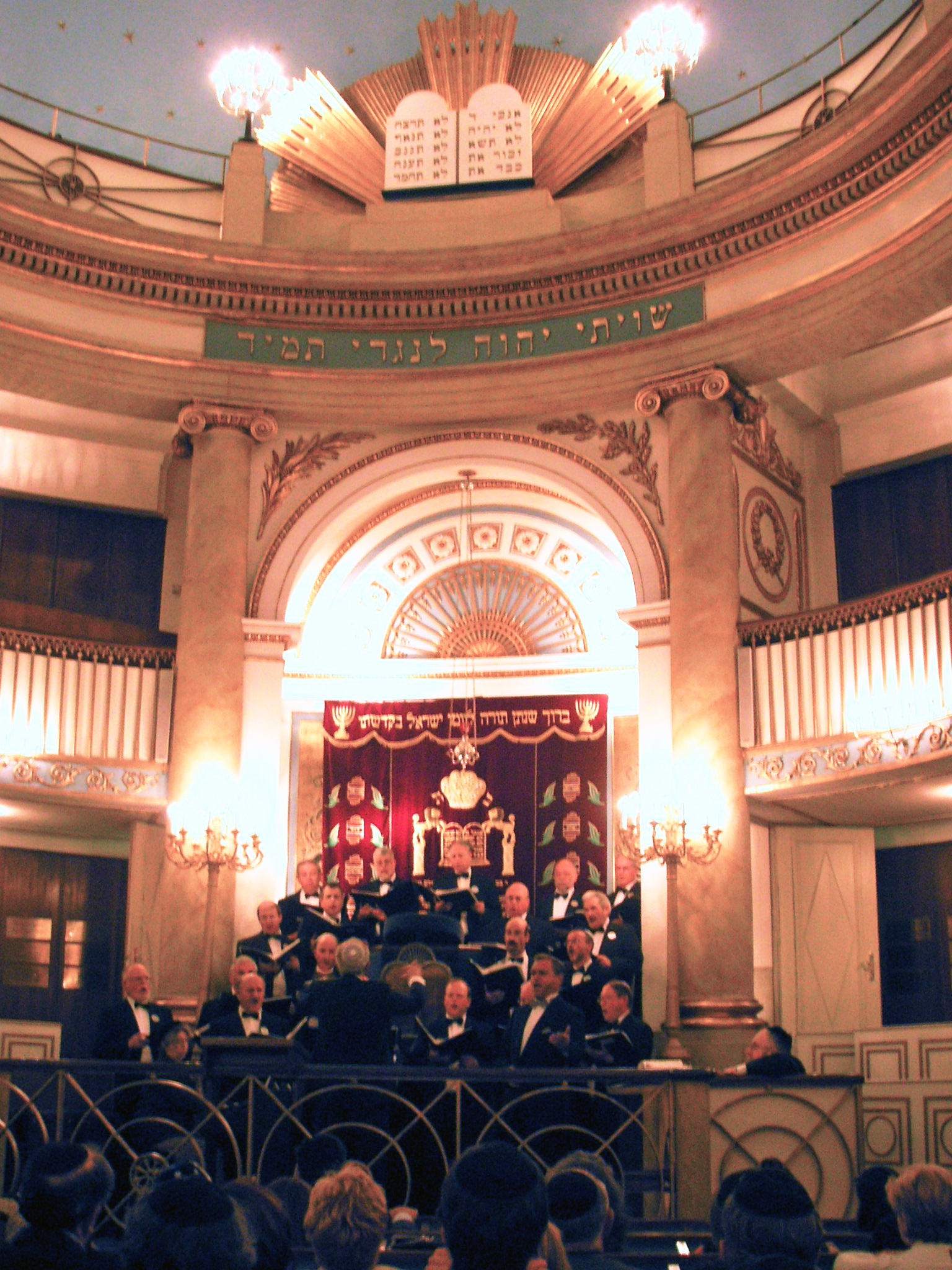
Wnętrze synagogi
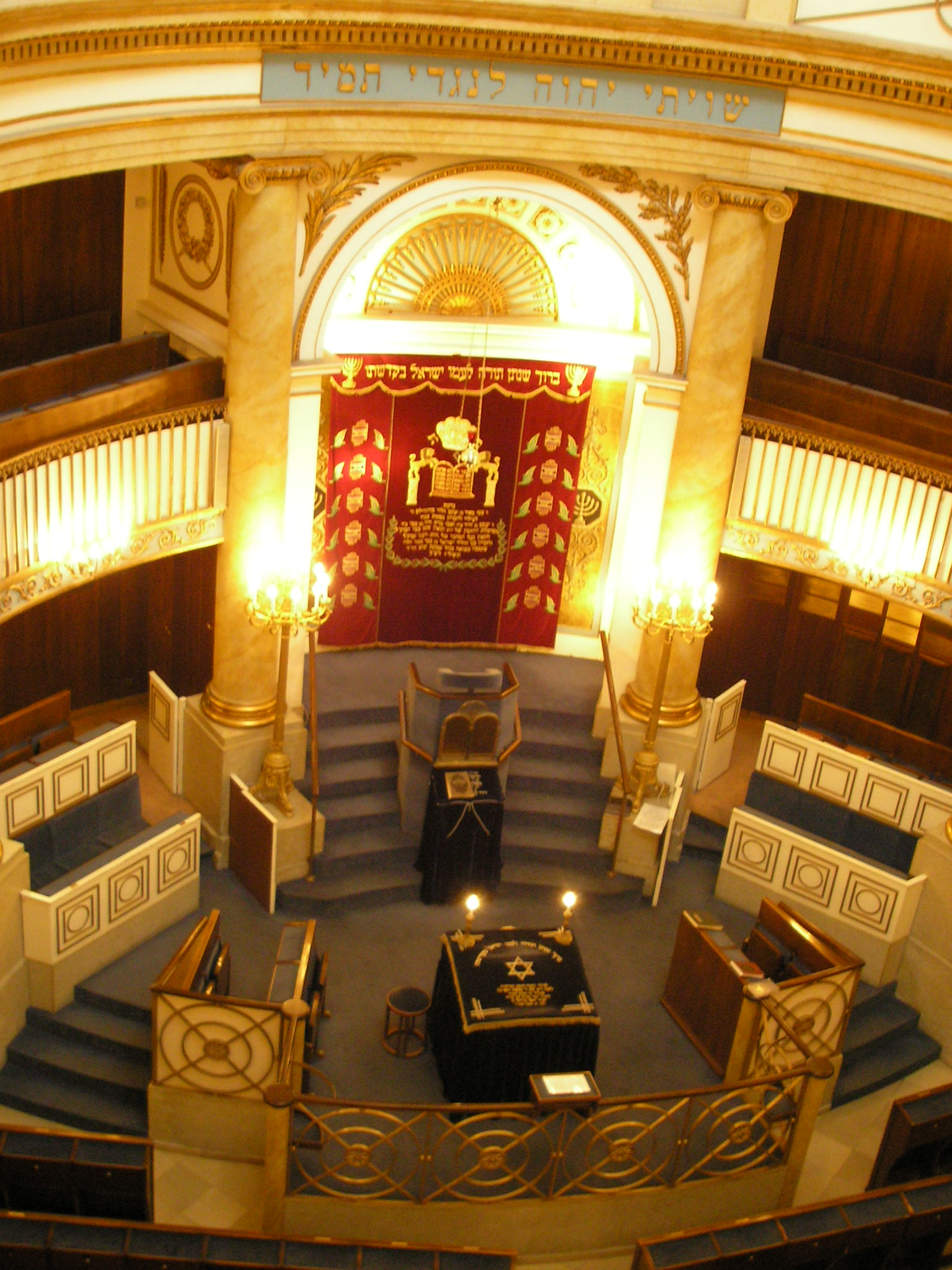
Wnętrze synagogi
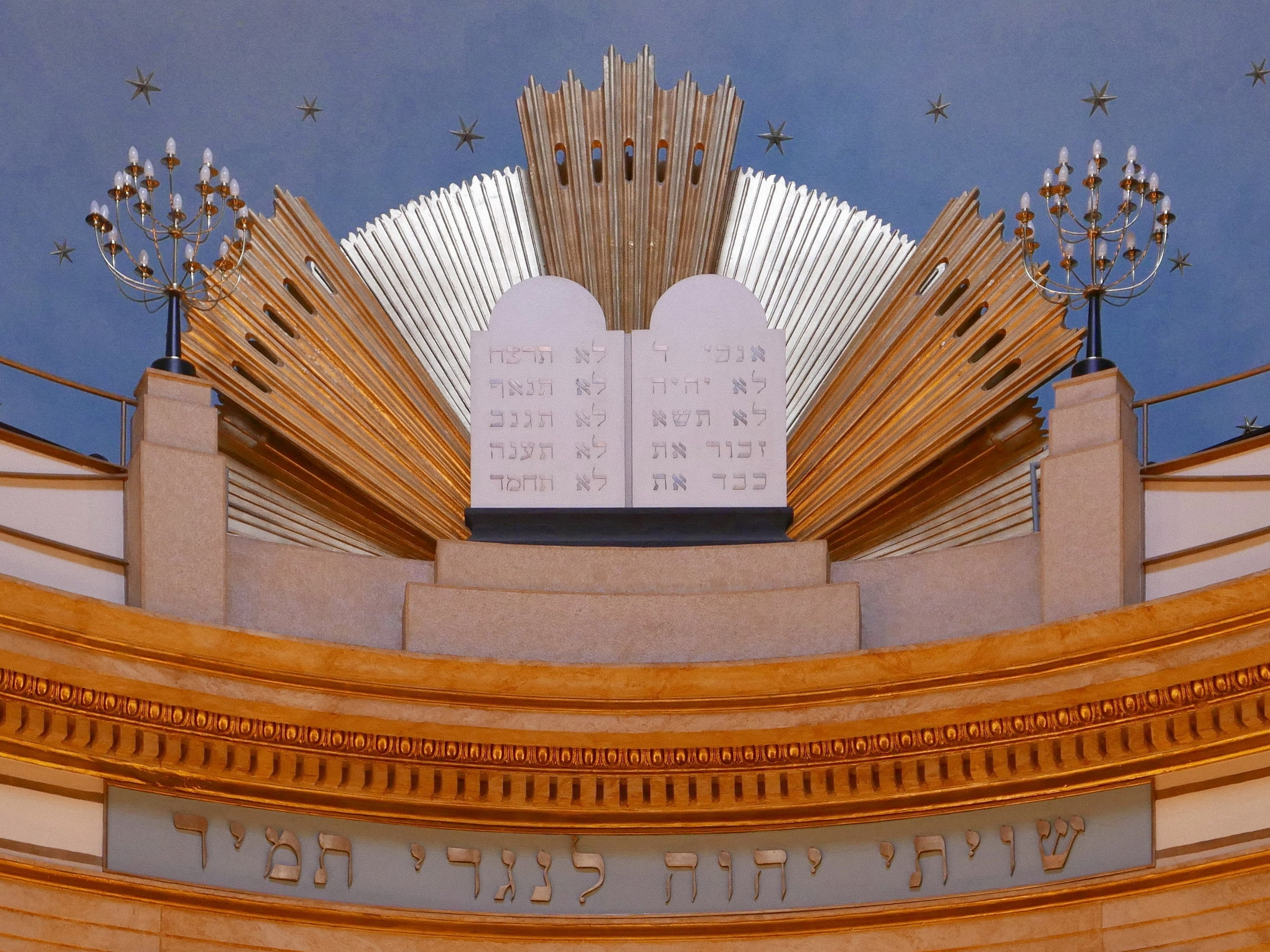
Tablice Dekalogu
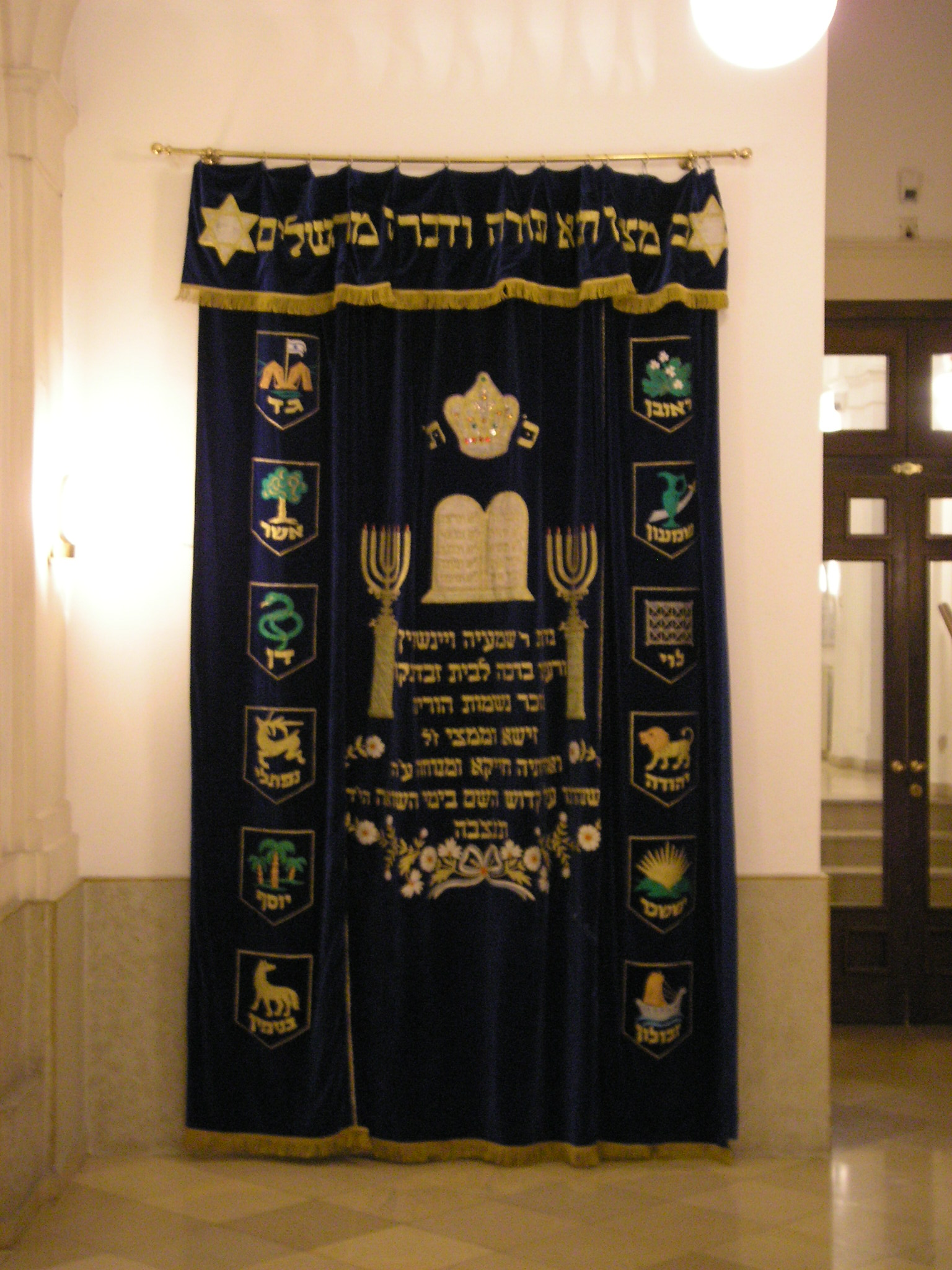
Parochet
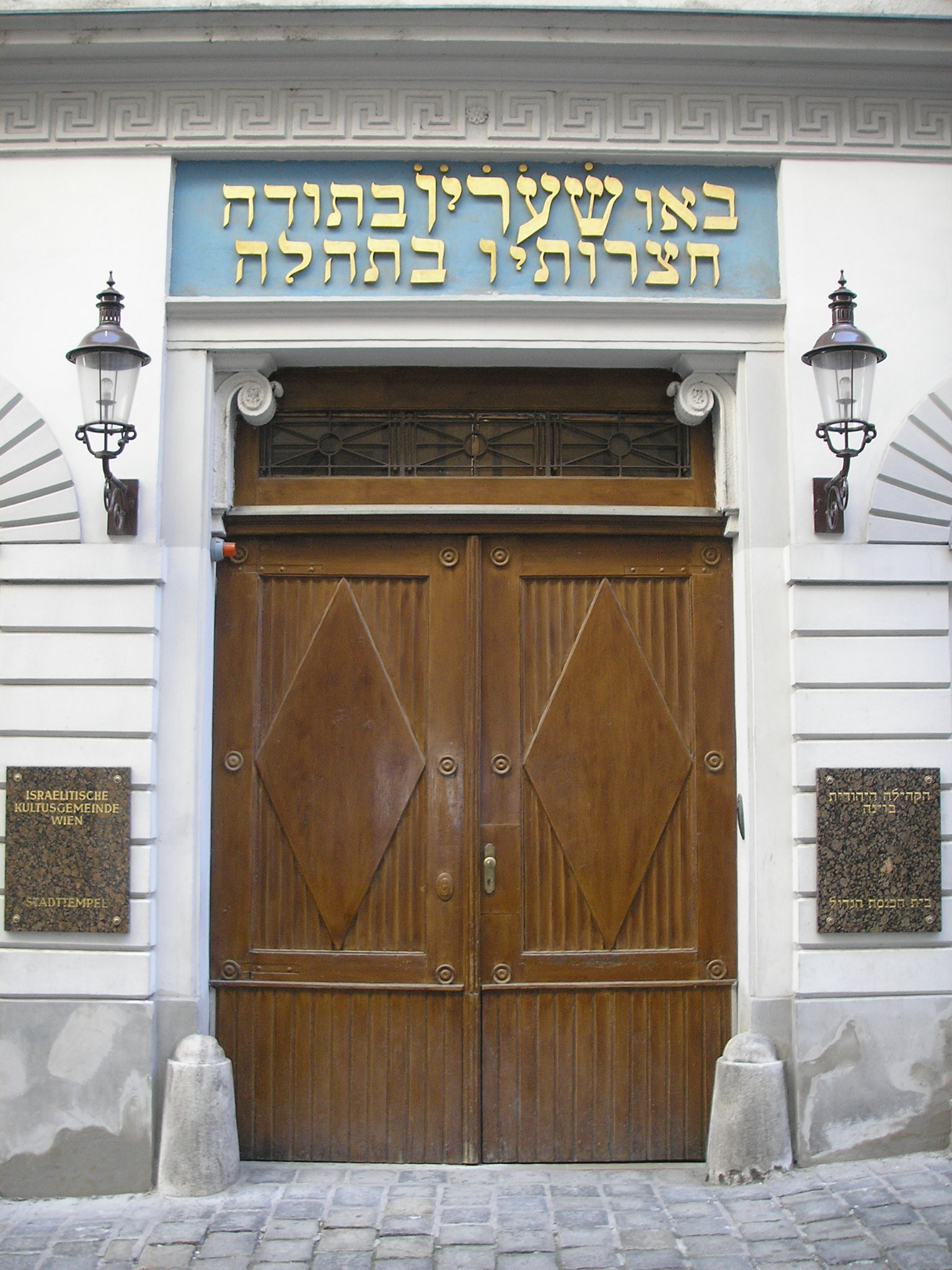
Drzwi wejściowe